# Andrew Weir
Andrew Weir, 1. baron Inverforth (ur. 24 kwietnia 1865 w Kirkcaldy w Fife, zm. 17 września 1955 w Hampstead), brytyjski przedsiębiorca i polityk, założyciel przedsiębiorstwa żeglugowego Andrew Weir and Co., minister w drugim rządzie Davida Lloyda George’a.

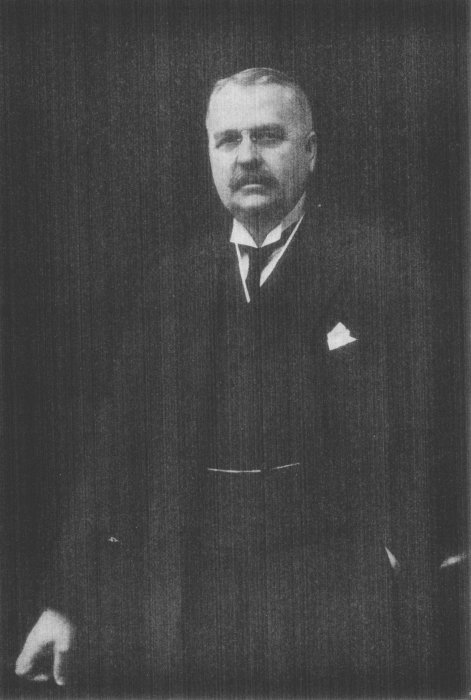
Andrew Weir

Był synem Williama i Janet Weirów. Wykształcenie odebrał w Kirkcaldy. Następnie rozpoczął pracę w Szkockim Banku Handlowym. Później przeprowadził się do Glasgow. W 1885 r. zakupił pierwszy statek, czteromasztowy bark Willowbank, co było pierwszym krokiem na drodze do powstania Andrew Weir and Co., która stała się jednym z największych przedsiębiorstw żeglugowych działających pod brytyjską banderą. Rok później Weir rozpoczął budowę statków. W ciągu kilku lat zbudowano 52 statki. W 1896 r. Weir przeprowadził się do Londynu.
W marcu 1917 r. Weir został poproszony o sporządzenie raportu dotyczącego zaopatrzenia armii. Weir zalecił utworzenie odrębnego urzędu odpowiadającego za zaopatrzenie. Jego pomysł został przyjęty przez rząd, a nowo utworzone stanowisko powierzono właśnie Weirowi. Po zakończeniu wojny Weir został kreowany 1. baronem Iverforth i zasiadł w Izbie Lordów. Otrzymał również tekę ministra uzbrojenia. Był ostatnim ministrem uzbrojenia do czasu likwidacji urzędu w 1921 r.
Po wojnie Inverforth powrócił do działalności biznesowej. Został m.in. przewodniczącym Anglo-Burma Rice Company oraz Wilmer Grain Company. Zasiadał także w zarządzie Lloyds Bank. Zmarł w 1955 r. Tytuł barona odziedziczył jego najstarszy syn, Andrew Alexander Morton.